# Peter van Merksteijn
Peter van Merksteijn (ur. 10 czerwca 1956 roku w Alkmaarze) – holenderski kierowca wyścigowy. Właściciel zespołu wyścigowego i rajdowego Van Merksteijn Motorsport.

## Kariera
Van Merksteijn rozpoczął karierę w międzynarodowych wyścigach samochodowych w 1998 roku od startów w Marlboro Renault Megane Trophy. Z dorobkiem 37 punktów uplasował się na dwunastej pozycji w klasyfikacji generalnej. W późniejszych latach Holender pojawiał się także w stawce Renault Sport Clio Trophy, Zandvoort 500, Libertel Dutch Touring Car Championship, FIA GT Championship, 24-godzinnego wyścigu Le Mans, Le Mans Endurance Series, American Le Mans Series oraz Dutch Supercar Challenge.
Od 2007 roku Holender startuje w wybranych rajdach zaliczanych do klasyfikacji Rajdowych Mistrzostw Świata WRC w barwach własnego zespołu korzystającego od 2011 roku z samochodu Citroën DS3 WRC.

## Wyniki w 24h Le Mans
| Rok  | Zespół                    | Partnerzy                         | Samochód               | Klasa | Okr. | Poz. | Klasa Pos. |
| ---- | ------------------------- | --------------------------------- | ---------------------- | ----- | ---- | ---- | ---------- |
| 2004 | Seikel Motorsport         | Gabrio Rosa Alex Caffi            | Porsche 911 GT3-RS     | GT    | 148  | NU   | NU         |
| 2005 | Spyker Squadron           | Tom Coronel Donny Crevels         | Spyker C8 Spyder GT2-R | GT2   | 76   | NU   | NU         |
| 2008 | Van Merksteijn Motorsport | Jeroen Bleekemolen Jos Verstappen | Porsche RS Spyder Evo  | LMP2  | 354  | 10   | 1          |